# L. Gary Clemente

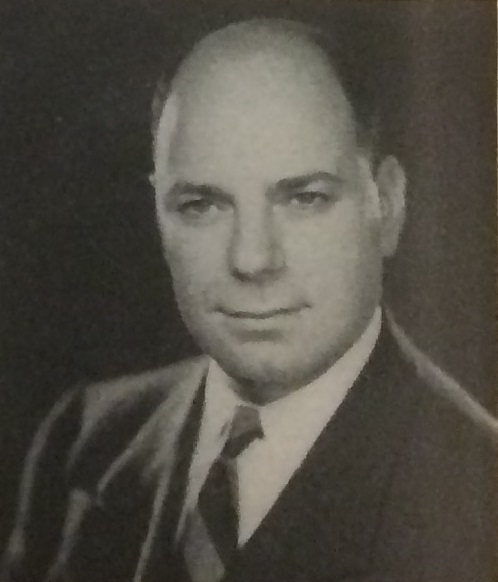
L. Gary Clemente, 1949

Louis (L.) Gary Clemente (* 10. Juni 1908 in New York City; † 13. Mai 1968 in Jamaica, New York) war ein US-amerikanischer Offizier, Jurist und Politiker. Zwischen 1949 und 1953 vertrat er den Bundesstaat New York im US-Repräsentantenhaus.

## Werdegang
Louis Gary Clemente wurde ungefähr sechs Jahre vor dem Ausbruch des Ersten Weltkrieges in New York City geboren und wuchs dort auf. In dieser Zeit besuchte er dort die St. Ann’s Academy und die LaSalle Military Academy in Oakdale (New York). 1925 erhielt er eine Reserveoffiziersurkunde in Plattsburgh und 1929 ein Reserveoffizierspatent. Danach graduierte er 1931 an der Georgetown Law School in Washington, D.C. Seine Zulassung als Anwalt im District of Columbia erhielt er 1931 und begann dann in Washington D.C. zu praktizieren. Er erhielt auch eine Zulassung in New York und am Supreme Court. Nach dem Eintritt der Vereinigten Staaten in den Zweiten Weltkrieg verpflichtete er sich 1941 in der US Army. Zu Anfang bekleidete er den Dienstgrad eines Second Lieutenants. Bei seinem Ausscheiden aus dem aktiven Dienst 1946 war er Lieutenant Colonel. Zwischen 1946 und 1949 saß er dann im New York City Council.
Politisch gehörte er der Demokratischen Partei an. Bei den Kongresswahlen des Jahres 1948 wurde er im vierten Wahlbezirk von New York in das US-Repräsentantenhaus in Washington, D.C. gewählt, wo er am 4. Januar 1949 die Nachfolge von Gregory McMahon antrat. Er wurde einmal wiedergewählt. Im Jahr 1952 erlitt er bei seiner Wiederwahlkandidatur eine Niederlage und schied nach dem 3. Januar 1953 aus dem Kongress aus.
Danach war er Executive Vice President von Unexcelled Chemical Corp., Ohio Bronze Corp., Premier Chemical Corp. und Modene Paint Corp. Er verstarb am 13. Mai 1968 in Jamaica und wurde dann auf dem St. John Cemetery in Flushing beigesetzt.